# Kyah Simon
Pour les articles homonymes, voir Simon.
Kyah Simon, née le 25 juin 1991 à Blacktown, est une footballeuse internationale australienne évoluant au poste d'attaquante.

## Biographie

### En club
Le 7 août 2021, elle rejoint Tottenham.

### En seléction
Kyah Simon participe à la Coupe du monde de football féminin 2011 et y inscrit un doublé lors du dernier match de groupe contre la Norvège.